# The Beginning and End of the Universe
The Beginning and End of the Universe (2016) este un miniserial britanic de televiziune în două părți, care prezintă teoria începutului universului și teoriile despre sfârșitul acestuia.

## Episoade

### Episodul unu:Începutul
Acest episod, care explorează teoriile despre modul în care universul a luat ființă, subliniază realizarea lui Edwin Hubble că universul se extinde și descoperirea radiației reziduale care a dat greutate teoriei Big Bang. De asemenea, evidențiază unii teoreticieni mai puțin cunoscuți, inclusiv Georges Lemaître, care a teoretizat pentru prima dată că a existat un big bang, Ralph Alpher⁠(d), care a afirmat că lumina din aceasta ar trebui să fie detectabilă și Cecilia Payne⁠(d), care a calculat că hidrogenul și heliul erau elementele dominante în Univers. Episodul se încheie la Large Hadron Collider, unde fizicienii creează materie într-un mod similar cu Big Bang-ul.

### Episodul doi:Sfârșitul
Acest episod explorează teoriile Big Crunch (mrea implozie), Big Rip (Marea ruptură) și Big Freeze (moartea termică a universului), care sunt postulate de fizicieni ca fiind posibile destine finale ale universului. Al-Khalili indică faptul că dificultatea de a înțelege acest lucru este limitată de capacitatea noastră de a înțelege ceva dintr-o asemenea imensitate, atât fizic, cât și filozofic. Prin urmare, în loc să sugereze un răspuns, el oferă fundalul istoric al modului în care am ajuns să știm ceea ce știm, cum ar fi modul în care elementele sunt născute în interiorul stelelor și modul în care gravitația oferă cheia destinului universului și ceea ce nu știm, cum ar fi natura materiei întunecate și a energiei întunecate.

## Recepție
Jack Seale, de la The Guardian, îl laudă pe Al-Khalili pentru „amestecul său obișnuit de locații spectaculoase, explicații clare, câteva gaguri și poveștile oamenilor de știință care au făcut descoperiri cruciale”. Gary Rose, pentru Radio Times⁠(d), subliniază totuși că, în timp ce Al-Khalili este „la fel de vizionabil ca întotdeauna”, această serie, spre deosebire de seria sa anterioară Atom, acoperă terenuri bine bătute și, deși există „o mulțime de grafice și statistici”, pe care el le explică, „cu o luciditate aparent fără efort”, spectatorii obișnuiți ai serialului Horizon „ar putea să fie imuni la barajul de statistici cosmice”.